# Jason Doyle
Jason Kevin Doyle, född den 6 oktober 1985 i Newcastle, New South Wales är en australiensisk speedwayförare.
Doyle blev världsmästare i speedway säsongen 2017.